# Eduard Scheer
Eduard Scheer (* 1. Januar 1840 in Rendsburg; † 19. Mai 1916 in Breslau) war ein deutscher Klassischer Philologe und Gymnasiallehrer.

## Leben
Eduard Scheer, der Sohn des Glasers Gottlieb Heinrich Scheer, besuchte ab Ostern 1846 die Volksschule in Rendsburg, erhielt anschließend Privatunterricht und wurde zum Herbst 1850 an der Gelehrtenschule zu Rendsburg aufgenommen. Nachdem sein Vater sich 1857 mit einem beträchtlichen Vermögen zur Ruhe gesetzt hatte und nach Altona gezogen war, besuchte Eduard Scheer ab Herbst 1857 das dortige Christianeum, wo er am 15. März 1859 die Reifeprüfung ablegte.
Zum Sommersemester 1859 ging Scheer an die Universität Kiel und studierte zunächst Rechtswissenschaft, wechselte jedoch nach kurzer Zeit zur Klassischen Philologie. Am 24. März 1865 bestand er die Lehramtsprüfung in den Fächern Latein und Griechisch für alle Klassen sowie Geschichte und Deutsch für die Unterstufe II. Eine Promotion schloss er nicht an. Das übliche Probejahr musste Scheer nicht ableisten, da er bereits zum 1. April 1865 als provisorischer Adjunkt an der ehemaligen Gelehrtenschule, dem jetzigen Realgymnasium zu Rendsburg angestellt wurde. Schon zum 1. Oktober 1865 erhielt er dort eine Festanstellung als ordentlicher Lehrer. Im folgenden Jahr (1866) trat bei Scheer ein Brustleiden auf, weshalb er zu Ostern 1867 bei der Schulbehörde ein Jahr bezahlten Urlaub erhielt. Er unternahm eine Erholungsreise nach Italien, die er sogar um ein weiteres Jahr verlängern konnte. Scheer hielt sich in Venedig, Rom und Neapel auf und lernte zahlreiche Künstler und Gelehrte kennen, darunter auch Richard Foerster, mit dem er später (ab 1881) Freundschaft schloss. Zu Ostern 1869 kehrte er nach Rendsburg zurück, wo er noch drei Jahre lang tätig war.
Zum 1. Oktober 1872 wechselte Scheer als dritter Oberlehrer an das Gymnasium zu Plön, wo er fünfzehn bewegte Jahre durchlebte: Er heiratete dort seine erste Frau, mit der er drei Kinder hatte; nach ihrem frühen Tod heiratete er erneut (Friderike Wackernagel aus Meldorf) und bekam zwei Töchter, von denen die jüngere früh starb. Neben dem Unterricht setzte Scheer seine wissenschaftlichen Studien fort, für die er 1877 und 1883 Urlaub und Unterstützung zu einer Forschungsreise nach Italien erhielt. Zum 16. November 1883 erhielt er das Prädikat „Professor“.
Zu Ostern 1888 verließ Scheer seine schleswig-holsteinische Heimat und ging als Oberlehrer an das Gymnasium Saarbrücken. Am 21. Oktober 1891 erhielt er den Roten Adlerorden 4. Klasse (29. August 1904: dritter Klasse). Vom 6. Februar bis zum 10. September 1900 verwaltete er die Direktionsgeschäfte. Vom 1. März bis 31. Mai 1903 unternahm er eine weitere Forschungsreise nach Italien, für die ihm die Preußische Akademie der Wissenschaften (auf Empfehlung von Ulrich von Wilamowitz-Moellendorff) eine Unterstützung von 1200 Mark gewährte. Infolge längerer Krankheit trat Scheer zum 1. Oktober 1905 in den Ruhestand.
1908 zog Scheer nach Breslau, wo er auf Antrag der philosophischen Fakultät zum 17. September 1908 zum ordentlichen Honorarprofessor ernannt wurde. Am 2. April 1909, fünfzig Jahre nach seiner Immatrikulation, verlieh ihm die Universität Kiel die philosophische Ehrendoktorwürde. Scheer hielt in Breslau Vorlesungen über die Ilias, die griechischen Lyriker, Aischylos, Sophokles, Herodot, Quintilian, den Dialogus de oratoribus des Tacitus und die Plinius-Briefe. Zum 1. November 1909 übernahm er außerdem die Assistentenstelle des philologischen Seminars, die die Verpflichtung einschloss, griechische und lateinische Übersetzungsübungen für Anfänger zu halten und die Seminarbibliothek zu verwalten. 1914 gab er die Assistentenstelle wieder ab, später stellte er auch seine Vorlesungstätigkeit ein. Er starb am 19. Mai 1916 im Alter von 76 Jahren.
Scheers wissenschaftliche Arbeit galt den griechischen Dichtern, vor allem den Alexandrinern. Er verfasste exegetische und kritische Einzelstudien. Sein bedeutendstes Werk ist die kritische Ausgabe des jambischen Gedichts Alexandra des hellenistischen Dichters Lykophron. Der erste Band erschien 1881, der zweite mit den Scholien 1908.

## Schriften (Auswahl)
- Callimachus Ὁμηρικός. Rendsburg 1866 (Schulprogramm), S. 3–24
- De Plutarchi commentario in Hesiodi Opera et Dies. Rendsburg 1870 (Schulprogramm), S. 3–18
- Nonnullos Lycophronis locos explicabat, emendabat. Plön 1876 (Schulprogramm)
- Miscellanea critica. Plön 1880 (Schulprogramm)
- Lycophronis Alexandra recensuit Eduardus Scheer. 2 Bände, Berlin 1881–1908. Nachdruck 1958
- Theon und Sextion. Saarbrücken 1902 (Schulprogramm), S. 3–19
- Studien zu den Dramen des Aeschylos. Leipzig/Berlin 1914
- Iwo. Eine Erzählung aus dem alten Schleswig-Holstein. Kiel/Leipzig 1920